# Шестиногие
Шестиногие (лат. Hexapoda, от др.-греч. ἕξ — шесть и πούς, род. п. ποδός — нога) — надкласс:156 или подтип членистоногих (Arthropoda) беспозвоночных животных.

## Описание
В надкласс Шестиногие входят:
- Скрыточелюстные (Entognatha), содержащие классы:
  - Ногохвостки (Collembola),
  - Бессяжковые (Protura)
  - Двухвостки (Diplura)[2].
- Открыточелюстные (Ectognatha), содержащие классы:
  - Щетинкохвостки (Zygentoma)
  - Насекомые (Insecta) — крылатые насекомые.

## История
В данном значении таксон был составлен в 1987 году, а ранее термин «шестиногие» служил синонимом насекомых.
На 2013 год учёными описано 1 080 760 видов, включая 17 227 ископаемых видов. Из них более миллиона видов приходится на насекомых, а в остальных группах в сумме пока описано около 10 тысяч видов, из которых более 8 тысяч — ногохвостки. Реальное же количество видов, относящихся к шестиногим, очень велико (> 2 миллионов видов).